# Anarquisme a Itàlia

Símbol anarquista

L'anarquisme a Itàlia es va constituir com un moviment a partir de l'Aliança de Revolucionaris Socialistes, una societat secreta fundada per Mikhail Bakunin. Giuseppe Fanelli i Errico Malatesta van ser les primeres figures del moviment. Es va expandir per incloure els il·legalistes, una branca de l'anarquisme individualista, l'anarcocomunisme i l'anarcosindicalisme. Aquest moviment va participar del biennio rosso i va sobreviure al feixisme. La Federació Anarquista Italiana va sorgir després de la Segona Guerra Mundial; també hi ha faccions plataformistes, i de l'anarquisme insurreccionalista, que continuen fins al present.

## Orígens
Quan la secció italiana de l'Associació Internacional dels Treballadors es va formar el 1864, els nous i més famosos anarquistes van aparèixer a l'escena, individualitats notables com Carlo Cafiero i Errico Malatesta. Dins de la secció italiana de Primera Internacional es van formar les idees anarcocomunistas, que donarien lloc a un moviment fort i cohesionat. A la conferència de 1876 a Florència, la secció italiana de l'AIT en la seva declaració de principis es va adherir a l'anarquisme comunista, proclamant:
| « | La Federació italiana considera la propietat col·lectiva dels productes del treball com el necessari complement al programa col·lectivista, l'ajut per a la satisfacció de totes les necessitats de cada ésser humà, només amb la regla que correspon al començament de la solidaritat en la producció i el consum. El consell federal de Florència ha demostrat eloqüentment l'opinió de la Internacional italiana en aquest punt... | » |

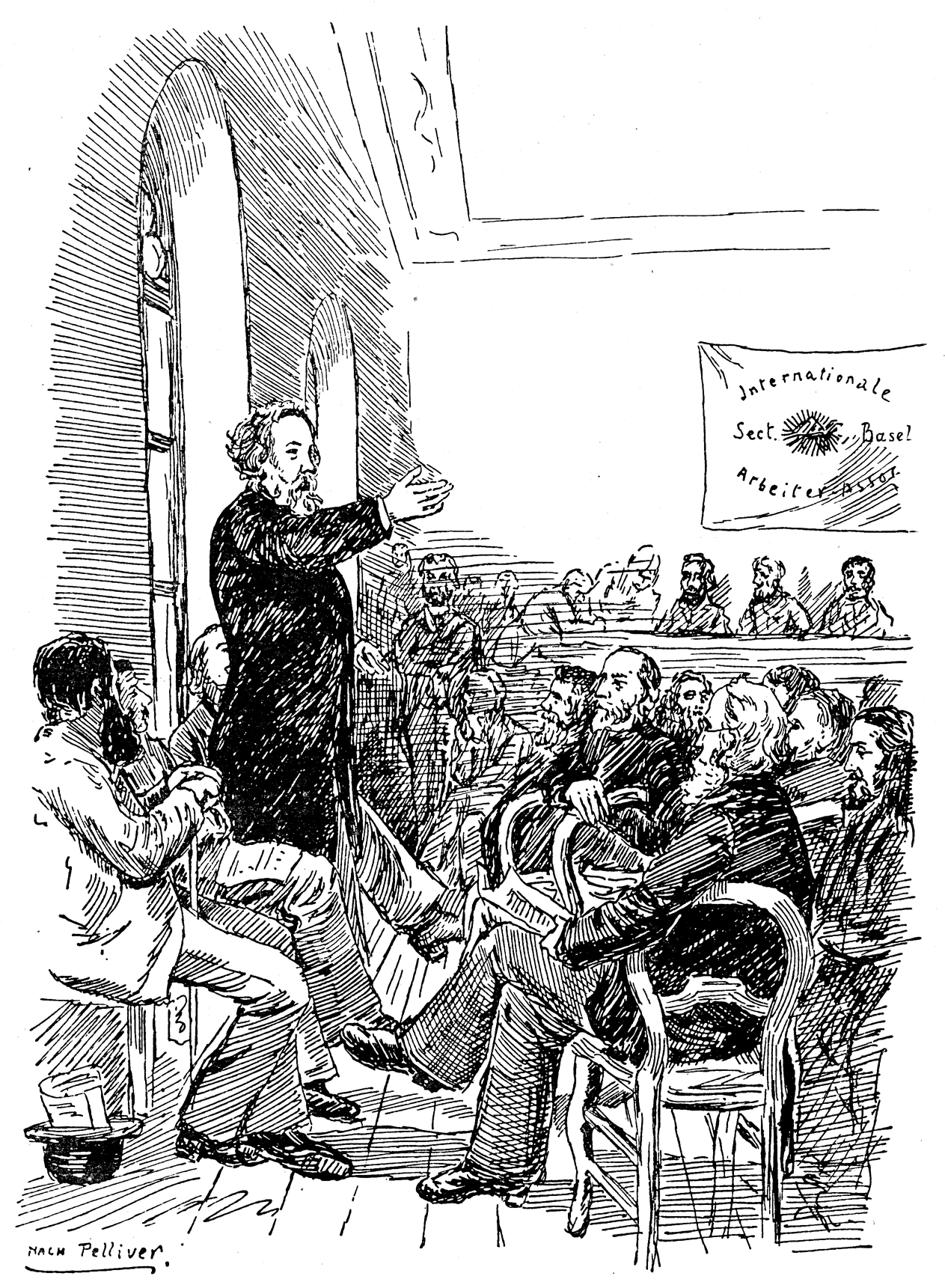
Bakunin parla a la Primera Internacional, retratat per Rafael Farga i Pellicer.

Va ser també a Itàlia on es van iniciar els primers intents revolucionaris anarquistes. Mikhail Bakunin va estar involucrat en la insurrecció que va tenir lloc a Florència el 1869, y en un frustrat intent d'insurrecció el 1874 a Bolonya. El 1877, Errico Malatesta, Carlo Cafiero i Costa van portar endavant una temptativa revolucionària a Itàlia. Van alliberar dues ciutats a Campània abans d'ésser detinguts per les autoritats militars.
L'anarquisme italià es va materialitzar en primer lloc en la secció italiana de la Primera Internacional. La popularitat de l'AIT es va disparar amb la Comuna de París. A causa del coneixement limitat de com es van desenvolupar els esdeveniments realment, molts militants tenien una visió utòpica de la naturalesa de la Comuna, el que va portar les idees anarquistes i d'altres tendències socialistes a una gran popularitat. El republicà radical Giuseppe Mazzini va condemnar la Comuna perquè representava tot el que odiava: Lluita de classes, violència de masses, ateisme i materialisme. La condemna de Mazzini a les idees revolucionàries va incrementar l'abandonament de molts republicans de les files de l'AIT.
Quan la divisió entre els partidaris de Karl Marx i de Mikhail Bakunin es va fer més evident, la secció italiana de l'AIT primer va prendre el partit de Bakunin contra la conducta autoritària del Consell General conduït per Marx. La defensa de la Comuna de París per Bakunin contra els atacs de Mazzini, i la incapacitat de Marx i Friedrich Engels per enfrontar-los, va fer que els bakuninistes es convertissin la principal força ideològica de l'AIT italiana. En El 1872, Bakunin i Cafiero van ajudar a organitzar les seccions de l'AIT per conformar una federació nacional. Tots els delegats al congrés fundacional, llevat de Carlo Terzaghi -un espia de la policia- i dos socialistes garibaldins, eren anarquistes.